# Бринкман, Юстус
Юстус Бринкман (нем. Justus Brinckmann, 23 мая 1843, Гамбург — 8 февраля 1915, Гамбург-Бергедорф) — немецкий историк искусства и музейный работник, более всего известный как основатель в 1874 году и первый директор Музея искусств и ремёсел в Гамбурге.

## Биография
Родился в семье приват-доцента Гейдельбергского университета Карла Генриха Людвига Бринкмана и Марии Бринкман, урождённой Юстус (1814—1865). Много путешествовал, изучал естественные науки, конституционное право и экономику в Лейпцигском и Венском университетах. Посещал лекции по другим наукам, в том числе по математике, анатомии и географии.
Его интерес к истории искусства, возросший в этот период, был сформирован общением с профессором Венского университета Рудольфом фон Айтельбергером, который в 1864 году стал основателем и первым директором «Императорского и королевского австрийского музея искусства и промышленности». После завершения юридического образования в Лейпциге в 1867 году Бринкман 10 января 1868 года получил степень доктора права и начал работу юриста в Гамбурге и оставался таковым до 1873 года. С 1866 года в качестве художественного критика стал писать статьи для газеты «Гамбургский корреспондент» (Hamburgischer Correspondent). С 1871 года был редактором политических статей в том же издании. В 1873 году в качестве эксперта по промышленности и торговле был направлен комиссаром (Kommissar) на Всемирную выставку в Вене. Впоследствии входил в жюри Всемирных выставок 1885 года в Антверпене и 1900 года в Париже.
В 1873—1877 годах Юстус Бринкман был секретарём Гамбургской торговой палаты. В то время сопредседателями торговой палаты были Эдуард Шмидт и книгопечатник Густав Исидор Хербст.
В 1898 году Бринкман стал одним из основателей «Ассоциации искусства и науки в Гамбурге» (Verein für Kunst und Wissenschaft in Hamburg). В том же году вместе с Генрихом Ангстом, в то время директором Швейцарского национального музея в Цюрихе, Бринкман основал «Международную ассоциацию музейных служащих» (Internationalen Verband von Museumsbeamten), одной из задач которой было противодействие подделкам и разоблачения недобросовестной деловой практики. Ассоциация насчитывала более ста пятидесяти членов, историков искусства, мастеров атрибуций и музейных работников, включая знаменитых Теодора Деммлера, Макса Зауерландта и Вильгельма фон Боде. Они собирались вместе, чтобы информировать друг друга о подделках и бороться с сомнительной практикой в торговле произведениями искусства.
За свою жизнь Юстус Бринкман был трижды женат; в трёх браках стал отцом двенадцати детей. Вначале 17 марта 1868 года он женился на Иде Лауре Анне-Марии фон Фрошауэр (1841—1872), дочери Себастьяна фон Фрошауэра, от которой у него было трое детей, в том числе художница по текстилю и преподавательница университета Мария Бринкман (1869—1936), будущий юрист и член парламента Вольфганг Бринкман (1871—1930). После её смерти через четыре года после свадьбы в 1874 году он женился на её сестре Марии Пиа Адель фон Фрошауэр (1848—1899). От этого брака родилось пятеро детей, в том числе Альберт Гидеон Бринкман (1877—1924), директор музея Кестнера в Ганновере с 1912 по 1920 год, и Карлотта Бринкман (1876—1965), ткач и реставратор текстиля. После смерти второй жены Бринкман женился в 1901 году на датской художнице Генриетте Хан, преподававшей рисунок в коммерческой школе для девочек, которой руководил Бринкман. От неё у него было ещё четверо детей, в том числе художница и реставратор Гертруда (Трулле) Бринкман (1902—1993), которая в 1926 году вышла замуж за художника и скульптора Мартина Ирвана. Он запретил своей жене работать художником, она смогла продолжить свою работу только после смерти Бринкмана.
Имя Бринкмана носит «Общество друзей Музея искусств и ремёсел» (Freundeskreis des Museums für Kunst und Gewerbe: Justus-Brinckmann-Gesellschaft). В Бергедорфе, где Бринкман провёл последние годы своей жизни, имеется улица: Юстус-Бринкман-Штрассе. Из сыновей Юстуса Бринкмана наиболее известен историк и теоретик искусства Альберт Эрих Бринкман.

## Деятельность по созданию музея
Бринкман с юности был страстным коллекционером. С 1869 года он собирал произведения немецкого средневекового искусства, орнаментальной гравюры, художественных изделий стран Востока, в частности предметов традиционного искусства Японии, считавшейся лучшей в то время в Европе, а также образцы нового прикладного искусства, демонстрировавшихся на Всемирных выставках.
В 1872 годах Юстус Бринкман создал каталог «Коллекции Mинутоли», который появился в третьем расширенном издании в 1873 года. В 1876 году он приобрел тридцать два предмета из этой коллекции для «Ассоциации искусства и науки» в Гамбурге и, таким образом, для будущего Гамбургского музея искусства и промышленности.
Ещё в 1866 году Бринкман опубликовал в газете «Гамбургский корреспондент», издании, в котором он тогда работал, статью о своём проекте создания в Гамбурге крупного музея, который включал бы различные экспонаты — от естественнонаучных до произведений искусства. Теперь он стремился построить музей декоративно-прикладного искусства. С 1874 года основная коллекция, созданная им с помощью Патриотического общества, могла быть выставлена в арендованных помещениях. Специальное здание музея было построено между 1873 и 1875 годами по проекту архитектора Карла Иоганна Кристиана Циммермана. Юстус Бринкман стал директором музея, который был открыт в 1877 году на Штайнторплац как «Государственный технологический центр и Музей искусства и ремёсел» (Staatliches Technikum und Museum für Kunst und Gewerbe). Бринкман руководил музеем до своей смерти в 1915 году. Он стремился «воспитать вкус» и способствовать развитию художественного качества изделий ремесла и промышленного производства. Эта задача была особенно актуальна в период историзма и эклектики, господствовавшей в искусстве второй половины XIX века. После смерти Бринкмана в 1919 году новым директором стал Макс Зауерландт.

## Теоретические труды
- Трактаты об искусстве ювелирного дела и скульптуры (Abhandlungen über die Goldschmiedekunst und die Sculptur. Leipzig, Seemann, 1867).
- Каталог коллекций образцовых произведений промышленности и искусства Института Минутоли в Лигнице. В 3-х частях (Catalog der Sammlungen von Musterwerken der Industrie und Kunst des Instituts Minutoli zu Liegnitz. I., II., III. Theil, 1872, 1873).
- Искусство и художественные ремёсла в Японии: лекция 18 ноября 1882 года в «Ассоциации искусства и науки в Гамбурге» (Kunst und Kunstgewerbe in Japan. Vortrag am 18. November 1882 im «Verein für Kunst und Wissenschaft zu Hamburg», Boysen, Hamburg 1883).
- Искусство и ремёсла в Японии (Kunst und Handwerk in Japan. Wagner, Berlin 1889).
- Путеводитель по Гамбургскому музею искусств и ремесел. 2 тома (Führer durch das Hamburger Museum für Kunst und Gewerbe. 2 Bände. Verlag des Museums für Kunst und Gewerbe, 1894).

Том I: гамбургские печи, плетение, ткани, вышивка, кружева, изделия из кожи, архитектурные украшения, восточноазиатские изделия из металла, европейские изделия из драгоценных металлов, эмаль, старинная керамика, немецкая керамика, фаянс.
Том II: европейский фарфор и фаянс, западноазиатский фаянс, китайский фарфор, японская керамика, стекло, мебель, столярные изделия, резьба по дереву, часы, изделия из слоновой кости, изделия из олова, научные инструменты.
- Кензан Вклад в историю японской керамики (Kenzan. Beiträge zur Geschichte der japanischen Töpferkunst. In: Jahrbuch der Hamburgischen Wissenschaftlichen Anstalten. 14. 1896).
- Приобретения на Парижской всемирной выставке 1900 года. Под редакцией Гамбургского музея искусств и ремёсел (Die Ankäufe auf der Weltausstellung Paris 1900. Hrsg. vom Hamburgischen Museum für Kunst und Gewerbe. Lütcke & Wulff, Hamburg 1901).
- Отчеты Музея декоративно-прикладного искусства, 1883—1910 (Berichte des Museums für Kunst und Gewerbe, 1883—1910. In: Jahrbuch der Hamburgischen Wissenschaftlichen Anstalten).